# Sushant Singh Rajput
Sushant Singh Rajput (Patna, 21 de enero de 1986 - Bombay; 14 de junio de 2020) fue un actor indio. 
Rajput comenzó su carrera con series de televisión. Su show debut fue el drama romántico de Star Plus, Kis Desh Mein Hai Meraa Dil (2008), seguido de un papel protagonista en la popular telenovela de Zee TV, Pavitra Rishta (2009-11).

## Primeros años
Nació en Patna de Krishna Kumar Singh y Usha Singh, su hogar ancestral. Una de sus hermanas, Mitu Singh, es una jugadora de críquet de nivel estatal. La muerte de su madre en 2002 dejó a Rajput devastado y fue el mismo año en que la familia se mudó de Patna a Delhi.
Rajput asistió a la Escuela Secundaria St. Karen en Patna y a la Escuela Modelo Kulachi Hansraj en Nueva Delhi. Según Rajput, obtuvo el séptimo lugar en el examen de ingreso DCE en 2003 y logró la admisión al Bachillerato en Ingeniería (Ingeniería Mecánica) de la Facultad de Ingeniería de Delhi. También fue un ganador nacional de la Olimpiada en física. En total, aprobó hasta 11 exámenes de ingreso de ingeniería, incluida la Indian School of Mines. Después de que comenzó a participar en el área artística y con mayor escasez de tiempo, tuvo como resultado varios retrasos que finalmente lo hicieron abandonar DCE. Completó solo tres de los cuatro años del curso antes de abandonar para seguir una carrera como actor.

## Carrera
Mientras estudiaba en la Universidad Tecnológica de Delhi, Rajput se inscribió en clases de baile con Shiamak Davar. No fue hasta más tarde que inició su  carrera artística, ya que algunos de sus compañeros de clase de baile se mostraron interesados en el teatro y asistieron a las clases del mismo en el aula de Barry John. Influido por ellos, Rajput también se unió a las clases de actores. En ellas encontró su pasión por el teatro: "Encontré la experiencia liberadora. Me di cuenta de que podía comunicarme con el público. Sabía que quería hacerlo para siempre".
Unos meses después de unirse a la clase de danza, Rajput fue seleccionado para ser miembro de la compañía de baile estándar de Davar. En 2005, fue elegido para formar parte del grupo de bailarines de fondo en los 51 ° Premios Filmfare. En 2006, formó parte de la tropa que fue a Australia para jugar en el programa cultural durante la ceremonia de apertura de los Juegos de la Commonwealth de 2006. En ese momento, feliz por el éxito  en las clases de danza y teatro, decidió dejar la ingeniería y dedicarse a tiempo completo a las artes escénicas.
Para tomarse un descanso del cine, Rajput se mudó a Mumbai y se unió al grupo de teatro Ekjute de Nadira Babbar, donde permaneció durante dos años y medio. Mientras tanto, apareció en un comercial de televisión para Nestlé Munch, que se hizo famoso en toda la India.

## Vida personal
Rajput mantuvo una relación pública con su coprotagonista de Pavitra Rishta, Ankita Lokhande, durante seis años. Se separaron en 2016.

### Muerte
Se suicidó a los 34 años en Bandra. El 14 de junio de 2020 fue encontrado muerto (colgando del ventilador de techo) en su casa en Bandra, Bombay. De acuerdo a los informes, habría estado sufriendo de depresión durante seis meses. No se encontró ninguna nota de suicidio hasta el 15 de junio de 2020. Según el oficial de IPS de la policía de Bombay, Vinay Chaubey, se localizaron recetas e informes médicos en la habitación de Sushant, hechos por los cuales se abrió una investigación [actualizar].

## Filmografía

### Cine
| Año  | Título                       | Rol                       | Notas  |
| ---- | ---------------------------- | ------------------------- | ------ |
| 2013 | Kai Po Che!                  | Ishaan Bhatt              | [ 12 ] |
| 2013 | Shuddh Desi Romance          | Raghu Ram                 | [ 13 ] |
| 2014 | PK                           | Sarfaraz Yousuf           | [ 14 ] |
| 2015 | Detective Byomkesh Bakshy!   | Detective Byomkesh Bakshy | [ 15 ] |
| 2016 | M.S. Dhoni: The Untold Story | Mahendra Singh Dhoni      | [ 16 ] |
| 2017 | Raabta                       | Jilaan/Shiv Kakkar        | [ 17 ] |
| 2018 | Welcome to New York          | Himself                   |        |
| 2018 | Kedarnath                    | Mansoor Khan              |        |
| 2019 | Sonchiriya                   | Lakhan "Lakhna" Singh     |        |
| 2019 | Chhichhore                   | Aniruddh "Anni" Pathak    |        |
| 2019 | Drive                        | Samar                     |        |
| 2020 | Dil Bechara                  | Manny                     |        |

### Televisión
| Año       | Título                      | Rol            | Notas                     |
| --------- | --------------------------- | -------------- | ------------------------- |
| 2008–2009 | Kis Desh Mein Hai Meraa Dil | Preet Juneja   |                           |
| 2009–2011 | Pavitra Rishta              | Manav Deshmukh |                           |
| 2010      | Zara Nachke Dikha           | Contestant     | Team "Mast Kalandar Boys" |
| 2010–2011 | Jhalak Dikhhla Jaa 4        | Contestant     | Runner-up                 |

### Videos musicales
| Año  | Canción    | Ref    |
| ---- | ---------- | ------ |
| 2017 | "Paas Aao" | [ 18 ] |